# Mimocalanus ovalis
Mimocalanus ovalis är en kräftdjursart som först beskrevs av K.R.E. Grice och Hulsemann 1965.  Mimocalanus ovalis ingår i släktet Mimocalanus och familjen Spinocalanidae. Inga underarter finns listade i Catalogue of Life.